# John Chibuike
John Chibuike (Enugu, 10 oktober 1988) is een Nigeriaans voormalig voetballer die doorgaans speelde als aanvaller. Tussen 2008 en 2021 was hij actief voor Enugu Rangers, BK Häcken, Rosenborg BK, Gaziantepspor, AIK Fotboll, Hapoel Tel Aviv, Samsunspor, Irtysj Pavlodar en Falkenbergs FF.

## Carrière
Chibuike doorliep de jeugdopleiding van Enugu Rangers, waar hij in 2008 doorbrak in het eerste elftal. In januari 2009 werd hij overgenomen door BK Häcken. Waar hij bij Rangers nog veelal als verdediger werd gebruikt, schoolde Häcken hem om tot middenvelder. Op 29 augustus 2011 verkaste hij naar Rosenborg BK, waar hij een verbintenis voor vier jaar ondertekende. In Noorwegen werd Chibuike meestal achter de diepe spits geposteerd. In 2014 maakte de Nigeriaan de overstap naar Turkije, waar hij voor Gaziantepspor ging spelen. Bij die club verbleef hij twee seizoenen, voor hij in de zomer van 2016 zijn handtekening zette onder een verbintenis voor een half jaar bij AIK Fotboll. Na een half jaar en zeven competitieoptredens verkaste de Nigeriaanse aanvaller naar Hapoel Tel Aviv. In Israël tekende hij tot medio 2019. Na een halfjaar verkaste Chibuike naar Samsunspor. In mei 2018 verliet hij deze club weer. Hierop tekende Chibuike bij het Kazachse Irtysj Pavlodar. Na een halfjaar vertrok Chibuike weer bij deze club. Hij ging hierna voor Falkenbergs FF spelen. Chibuike besloot in januari 2021 op tweeëndertigjarige leeftijd een punt te zetten achter zijn actieve loopbaan.

## Clubstatistieken
| Seizoen | Club            | Competitie     | Competitie | Competitie | Beker | Beker | Internationaal | Internationaal | Totaal | Totaal |
| Seizoen | Club            | Competitie     | Wed.       | Dlp.       | Wed.  | Dlp.  | Wed.           | Dlp.           | Wed.   | Dlp.   |
| ------- | --------------- | -------------- | ---------- | ---------- | ----- | ----- | -------------- | -------------- | ------ | ------ |
| 2008    | Enugu Rangers   | Premier League | 14         | 5          | 0     | 0     | —              | —              | 14     | 5      |
| 2009    | BK Häcken       | Allsvenskan    | 22         | 6          | 3     | 1     | —              | —              | 25     | 7      |
| 2010    | BK Häcken       | Allsvenskan    | 27         | 3          | 1     | 1     | —              | —              | 28     | 4      |
| 2011    | BK Häcken       | Allsvenskan    | 21         | 7          | 0     | 0     | 5              | 1              | 26     | 8      |
| 2011    | Rosenborg BK    | Eliteserien    | 11         | 6          | 0     | 0     | —              | —              | 11     | 6      |
| 2012    | Rosenborg BK    | Eliteserien    | 23         | 4          | 2     | 2     | 8              | 1              | 33     | 7      |
| 2013    | Rosenborg BK    | Eliteserien    | 24         | 9          | 3     | 0     | 4              | 3              | 31     | 12     |
| 2014    | Rosenborg BK    | Eliteserien    | 8          | 0          | 0     | 0     | —              | —              | 8      | 0      |
| 2014/15 | Gaziantepspor   | Süper Lig      | 27         | 6          | 4     | 0     | —              | —              | 31     | 6      |
| 2015/16 | Gaziantepspor   | Süper Lig      | 32         | 5          | 3     | 0     | —              | —              | 35     | 5      |
| 2016    | AIK Fotboll     | Allsvenskan    | 7          | 0          | 0     | 0     | —              | —              | 7      | 0      |
| 2016/17 | Hapoel Tel Aviv | Ligat Ha'Al    | 11         | 3          | 0     | 0     | —              | —              | 11     | 3      |
| 2017/18 | Samsunspor      | 1. Lig         | 21         | 2          | 1     | 1     | —              | —              | 22     | 3      |
| 2018/19 | Irtysj Pavlodar | Premjer-Liga   | 12         | 0          | 1     | 0     | —              | —              | 13     | 0      |
| 2019    | Falkenbergs FF  | Allsvenskan    | 20         | 4          | 0     | 0     | —              | —              | 20     | 4      |
| 2020    | Falkenbergs FF  | Allsvenskan    | 23         | 2          | 3     | 5     | —              | —              | 25     | 7      |
| Totaal  | Totaal          | Totaal         | 303        | 62         | 20    | 10    | 17             | 5              | 340    | 77     |